# گرتا جوهانسون
گرتا جوهانسون (به انگلیسی: Greta Johansson) (زادهٔ ۹ ژانویهٔ ۱۸۹۵) شناگر اهل سوئد است.